# Thermosulfurimonas marina
Thermosulfurimonas marina es una bacteria gramnegativa del género Thermosulfurimonas. Fue descrita en el año 2019. Su etimología hace referencia al mar. Es anaerobia, móvil por flagelo polar, quimiolitoautótrofa. Utiliza azufre como fuente de energía y CO2 como fuente de carbono. Las células miden 0,5-0,6 μm de ancho y 1,5-2,0 μm de largo, creciendo individuales o en pares. Temperatura de crecimiento entre 50-79 °C, óptima de 74 °C. Tiene un genoma de 1,7 Mpb y un contenido de G+C de 54,9%. Se ha aislado de fuentes hidrotermales marinas poco profundas en Isla Kunashir, Rusia. 